# Kutlovița, Silistra
Kutlovița (în bulgară Кутловица, în română Olucli) este un sat în comuna Alfatar, regiunea Silistra, Dobrogea de Sud, Bulgaria. 
Între anii 1913-1940 a făcut parte din plasa Curtbunar a județului Durostor, România.

## Demografie
Componența etnică a satului Kutlovița
     Bulgari (98,43%)
     Nicio identificare (1,56%)
     Altele (0%)
La recensământul din 2011, populația satului Kutlovița era de 64 locuitori. Din punct de vedere etnic, majoritatea locuitorilor (98,43%) erau bulgari. Pentru 1,56% din locuitori nu este cunoscută apartenența etnică.